# Tachina ruficauda
Tachina ruficauda là một loài ruồi trong họ Tachinidae.